# Quatre de nou sense folre de 1881
El quatre de nou sense folre de 1881 fou el primer castell d'aquesta categoria descarregat per la Colla Vella dels Xiquets de Valls durant les Festes de Santa Tecla de Tarragona el 24 de setembre de l'any 1881 a la plaça de les Cols, davant de la Catedral.
Esdevingut objecte de llegenda, va ser l'únic 4de9sf descarregat en tota la història dels castells fins a l'any 1998, quan els Minyons de Terrassa l'aconseguiren un altre cop a les Fires de Sant Narcís de Girona.

## Antecedents històrics
La primera època d'or castellera va començar l'any 1851 quan es descarregà el primer castell de nou pisos de la història. En els anys posteriors s'anaren repetint els castells de nou, sumant-hi estructures de més dificultat, com el Pilar de 8 amb folre i manilles o el 3 de 8 aixecat per sota. La premsa de l'any 1881 ens informa que durant les festes de Sant Magí, la Colla Vella va descarregar  "la torre llamada de cuatre pilans de nou, sin segundos refuerzos" però no s'expressa que fos el primer cop en la història, per tant s'interpreta que es va bastir amb un folre reduït. La setmana següent, durant la Festa Major del Catllar. La Colla Nova va arribar a carregar el castell sense folre completament. Ramon Roca, secretari del Catllar i corresponsal del diari La Opinión ho relatava així: "En seguida levantó los 4 de á 9 limpios y cuando el anchaneta acababa de llegar á lo alto se derrumbó. Probaronlo nuevamente y volvió otra vez al suelo." La Colla Nova acabava de carregar el primer quatre de nou net de la història.

## Santa Tecla de 1881
La data exacta de l'execució del 4 de 9 va ser determinada al 1982 per Miquel Trenchs i Mestre a partir d‘una crònica del Diari de Tarragona del 27 de setembre del 1881.
Segons explica Ramon Roca el castell es va bastir el segon dia de les festes. És a dir, el dia de la Mare de Déu de la Mercè. Essent-ne la plaça de les cols l'escenari. Aquella Santa Tecla deixà grans castells.
Concretament, la Colla Vella va fer:
- 3 de á 9 comunes......1
- 4 de á 9 con ayuda........1
- 4 de á 9 limpios......1
- 5 de á 8 limpios........1
- 4 de á 8 con agulla...1
- 2 de á 8 limpios........1
- 3 de á 8 levantados...1
- Espedat de á 7...........1

La Colla Nova, per la seva banda, aconseguí:
- 3 de á 9 comunes......2
- 3 de á 9 limpios........1
- 4 de á 9 comunes......1
- 5 de á 8 limpios........1
- 4 de á 8 con agulla...1
- 2 de á 8 limpios........1
- 3 de á 8 levantados...1

Aquestes proeses foren descrites per la premsa local. La Opinión escrivia: ¿Quién hubiera dicho ayer que podian hacer las torres que se han hecho? Nadie absolutamente. Per la seva banda el Diario de Tarragona: Levantando torres de un mérito estraordinario, llevándose la palma la conocida por vieja que levantó la torre de «cuatre pilans de nou» sin refuerzo ni ayuda de ninguna clase, torre que no sehabía atrevido á levantar hasta la fecha.

## Els integrants del 4de9sf
Amb aquest castell va culminar una generació de castellers llegendaris i una manera de fer castells en la que els Xiquets de Valls i els ajuts locals dels diferents pobles i ciutats estaven en perfecta simbiosi. Mai fins als nostres dies noms concrets de castellers d’un mateix pis (segons) com Jaume Tarragó "l’Esperidió", el Bertran de la Riera, l’Anton de l’Escola o el Silvestre de Creixell han estat tan recordats.

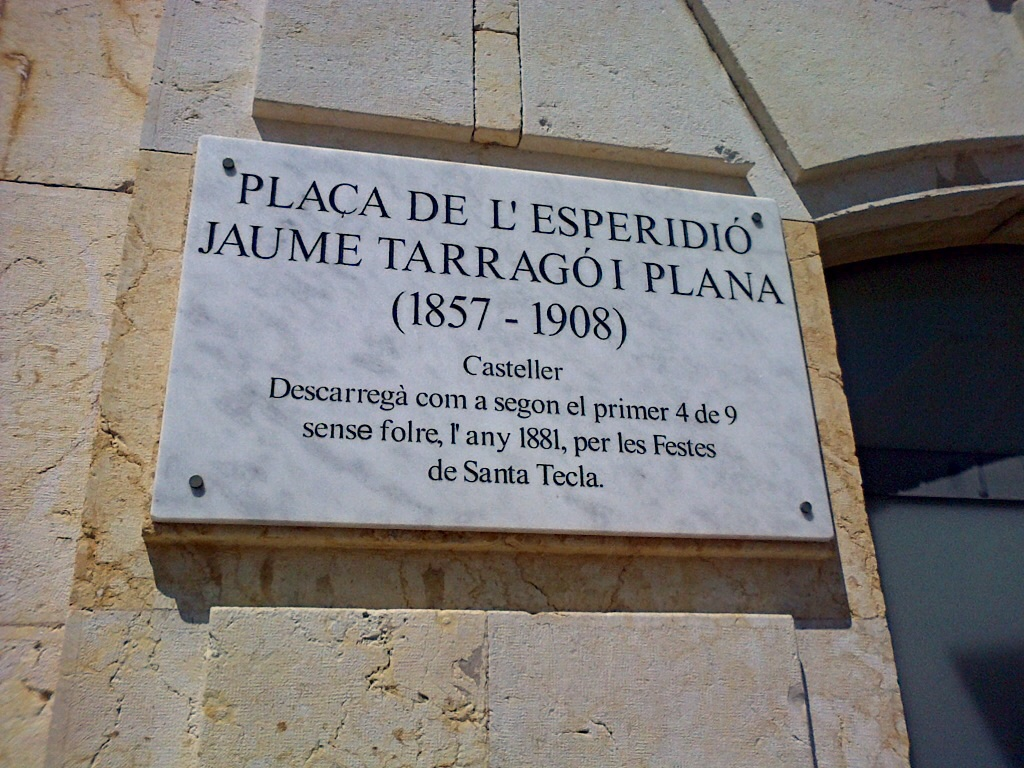
Placa en homenatge a Jaume Tarragó i Plana, Tarragona

Segons ho recordava el vallenc Josep Domènec (à) Xaconet, els integrants d'aquest castell mític descarregat per la Colla Vella dels Xiquets de Valls van ser:
| Posició   | Pseudònim                | Nom                     | Edat | Pes | Població         |
| --------- | ------------------------ | ----------------------- | ---- | --- | ---------------- |
| Enxaneta  | Jaumet de la Cigaleta    | Jaume Pont Gatell       | 14   |     | Valls            |
| Aixecador | Tomàs de Batet           |                         |      |     |                  |
| Dosos     | Batistet                 |                         |      |     |                  |
|           | Xato de la Marineta      |                         |      |     |                  |
| Sisens    | Jaume Pairot             |                         |      |     |                  |
|           | Joanet de la fam         |                         |      |     |                  |
|           | Pitu                     |                         |      |     |                  |
|           | Ramon de Gari            |                         |      |     |                  |
| Quints    | Anton de la Massó        |                         |      |     |                  |
|           | Garí                     |                         |      |     |                  |
|           | Batet (pare)             |                         |      |     |                  |
|           | Miquel de Janillo        | Miquel Serra i Miret    | 20   |     |                  |
| Quarts    | Batista de Janillo       | Joan Serra i Freixas    |      |     |                  |
|           | Manel de Rabassó         | Manel Tondo i Ballart   | 43   |     |                  |
|           | Joanet de Janillo        | Joan Serra i Miret      | 27   |     |                  |
|           | Jaume Reduant            |                         |      |     |                  |
| Terços    | Cisquet de Garri         | Francesc Romeu Vila     |      |     | Valls            |
|           | Jaio Fèlix o Feliets     | Fèlix Fàbregas i Miquel | 52   | 111 | Valls            |
|           | Guerxo de Xacó           | Josep Domènech Miquel   |      |     | Valls            |
|           | Isidre de Rabassó        | Isidre Tondo i Ballart  | 41   | 130 | Valls            |
| Segons    | L'Espiridió de Tarragona | Jaume Tarragó i Plana   | 24   | 108 | Tarragona        |
|           | Silvestre de Creixell    |                         |      |     | Creixell         |
|           | Bertran de la Riera      | Josep Bertran i Roig    | 27   | 102 | La Riera de Gaià |
|           | Anton de l'Escolà        | Anton Fàbregas i Mialet | 24   | 88  | Valls            |
| Baixos    | Magí de Mora             |                         |      |     |                  |
|           | Patxico de Constantí     |                         |      |     | Constantí        |
|           | Gravat de Bairó          |                         |      |     |                  |
|           | Josep de la Camu         |                         |      |     |                  |